# Грийн (окръг, Северна Каролина)
Вижте пояснителната страница за други населени места с името Грийн.
Окръг Грийн (на английски: Greene County) е окръг в щата Северна Каролина, Съединени американски щати. Площта му е 689 km², а населението – 21 168 души (2016). Административен център е град Сноу Хил.